# Virieu-le-Grand (tổng)
Tổng Virieu-le-Grand là một tổng của Pháp nằm ở tỉnh Ain trong vùng Rhône-Alpes.

## Địa lý

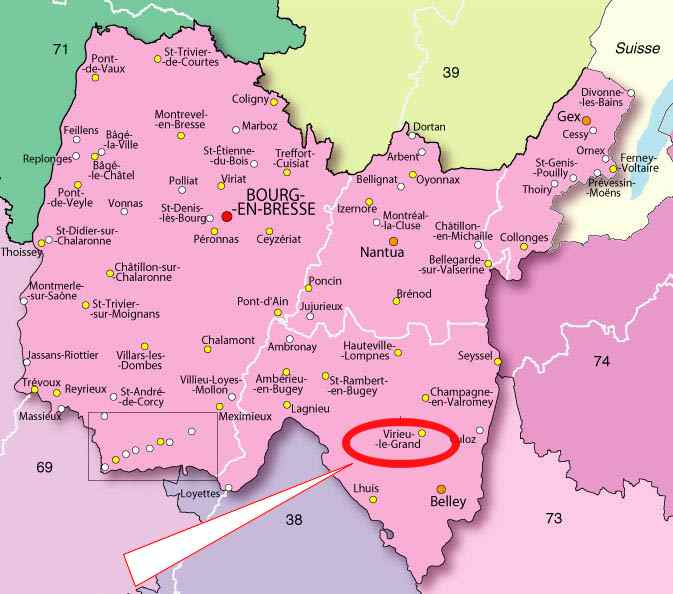
Vị trí của Virieu-le-Grand

Tổng này được tổ chức xung quanh Virieu-le-Grand ở quận Belley. Độ cao ở đây từ 225 m (Flaxieu) đến 1 218 m (Contrevoz) với độ cao trung bình 338 m.

## Hành chính
| Giai đoạn | Ủy viên        | Đảng | Tư cách                  |
| --------- | -------------- | ---- | ------------------------ |
| 1992-1998 | André Lamaison | PS   |                          |
| 1998-2004 | André Lamaison | PS   | Maire de Virieu-le-Grand |
| 2004-2010 | André Lamaison | DVG  |                          |

## Số đơn vị
Tổng Virieu-le-Grand groupe 13 xã và có dân số 3 580 dân (theo điều tra dân số năm 1999, số lượng không tính trùng).
| Xã                    | Dân số | Mã bưu chính | Mã insee |
| --------------------- | ------ | ------------ | -------- |
| Armix                 | 15     | 01510        | 01019    |
| La Burbanche          | 56     | 01510        | 01066    |
| Ceyzérieu             | 814    | 01350        | 01073    |
| Cheignieu-la-Balme    | 112    | 01510        | 01100    |
| Contrevoz             | 430    | 01300        | 01116    |
| Cuzieu                | 304    | 01300        | 01141    |
| Flaxieu               | 50     | 01350        | 01162    |
| Marignieu             | 156    | 01300        | 01234    |
| Pugieu                | 126    | 01510        | 01316    |
| Rossillon             | 147    | 01510        | 01329    |
| Saint-Martin-de-Bavel | 332    | 01510        | 01372    |
| Virieu-le-Grand       | 949    | 01510        | 01452    |
| Vongnes               | 89     | 01350        | 01456    |

## Biến động dân số
| 1962                                                     | 1968  | 1975  | 1982  | 1990  | 1999  |
| -------------------------------------------------------- | ----- | ----- | ----- | ----- | ----- |
| 2 861                                                    | 3 038 | 2 944 | 3 202 | 3 364 | 3 580 |
| Nombre retenu à partir de 1962 : dân số không tính trùng |       |       |       |       |       |